# Papuanticlea onaea
Papuanticlea onaea är en fjärilsart som beskrevs av Louis Beethoven Prout 1939. Papuanticlea onaea ingår i släktet Papuanticlea och familjen mätare. Inga underarter finns listade i Catalogue of Life.